# Cantone di Montbenoît
Il Cantone di Montbenoît era una divisione amministrativa francese dell'arrondissement di Pontarlier.
A seguito della riforma approvata con decreto del 25 febbraio 2014, che ha avuto attuazione dopo le elezioni dipartimentali del 2015, è stato soppresso.

## Composizione
Comprendeva i comuni di:
- Arçon
- Arc-sous-Cicon
- Aubonne
- Bugny
- Gilley
- Hauterive-la-Fresse
- La Chaux
- Les Alliés
- La Longeville
- Maisons-du-Bois-Lièvremont
- Montbenoît
- Montflovin
- Ouhans
- Renédale
- Saint-Gorgon-Main
- Ville-du-Pont